# Feres
Feres (gr. Phéres) − postać w mitologii greckiej. Był synem Kreteusa i Tyro oraz ojcem Admeta. Założył miasto Feraj w Tesalii, którego nazwa pochodzi także od jego imienia. Będąc już bardzo starym, nie chciał spełnić prośby syna, gdy ten szukał kogoś, kto zgodziłby się za niego umrzeć.